# Дрежниця (Кобарід)
Дрежниця (словен. Drežnica) — поселення в общині Кобарід, Регіон Горишка, Словенія. Висота над рівнем моря: 540,7 м.

## Історія
Село вперше згадується в 1324. В кінці 19 століття і на початку 20-го століття, це була процвітаюче село з більш ніж 1000 жителями. З початком Першої світової війни, більшість жителів були евакуйовані в глиб Австро-Угорської імперії. У перші місяці після італійського нападу на Австро-Угорщину, село було окуповане італійськими військами й багато жителів були відправлені в табори для інтернованих в Італії, де багато померли від недоїдання і поганих умов. Село було майже повністю зруйноване. Після війни, в 1918 році село було окуповане італійськими військами і приєднане до Італії в 1920 році. Між 1920 і 1941 роками, багато місцевих жителів емігрували за кордон, в основному в Аргентину та Югославію, а число жителів значно знизилося. Під час Другої світової війни цей район був важливим центром словенського партизанського опору. У 1945 році село було звільнене партизанами і підпало під югославську військову адміністрацію. У період з червня 1945 року по вересень 1947 року, Дрежниця була відрізана від м. Кобарід, яке керувалось англо-американською військовою адміністрацією. Це викликало серйозну економічну кризу і багато людей емігрували з села або в довколишню англо-американську зону, або до внутрішньої частини Словенії. У вересні 1947 року Дрежниця була офіційно анексована до Югославії і включена в Соціалістичну Республіку Словенія.